# Helgha Pigha
Then helgha pigha i Vestergötland, död före 1526, vars namn är okänt, var benämningen på det kanske sista katolska lokalhelgonet i Sverige före reformationen.
År 1526 förlänades Seved Knutsson Ribbing (död 1530) Marks härad i Västergötland av kung Gustav Vasa. Det blev då känt att den lokala allmogen dyrkade ett kvinnligt helgon, en nyligen avliden flicka, till vilken de höll på att uppföra ett kapell på ett berg. Flickan hade redan blivit föremål för dyrkan, och allmänheten hade kostat på stora resurser av bland annat oxar, vax och mynt för att finansiera denna nya kult. Gustav Vasa beordrade att uppförandet av kapellet stoppades och att offergåvorna konfiskerades och såldes för hans räkning.  